# Мельниківці (село)
Мельникі́вці — село Гайсинського району Вінницької області, розташоване за три кілометри від центральної асфальтованої дороги, що веде з Вінниці на Умань, до Немирова 22 км, до Гайсина — 27 км. Найближча залізнична станція Самчинці, розташована за 5 кілометрів від села.

## Географічні особливості
Мельниківці розміщено в балці, через яку протікає невелика річка, названа жителями села — Кравчик. Свій початок вона бере вище села Ометинці, тому в геологічних дослідженнях вона значиться як Ометинська річка. Кравчик, прорізуючи лівобережжя Південного Бугу, проносить свої води через села Ометинці, Мельниківці, Слобідку і впадає в Південний Буг біля села Райгород.
Клімат помірний, а глиняста земля при удобренні дає гарні врожаї.
У селі Райгород (5 км) знаходиться залізнична станція Самчинці, де кілька разів на тиждень курсує поїзд Вінниця-Гайворон.
У селі безіменна річка впадає у річку Кравчик.

## Історія
На території села виявлено три городища.

### Перше городище
Перше городище розташоване на підвищеній місцевості при ставку, форма чотирикутна, довжина 34 сажені, ширина — 25, окружність — 120. Площа його забудована. Городище з усіх сторін було захищене ровом і валом. Тепер із заходу вал розкопаний, а рів засипаний при вирівнюванні площі під забудову. Довжина валу 69 сажень, а довжина рову 75 сажень. Вхід в городище був з південного сходу. Дане городище не досліджувалось і тому більш конкретних відомостей про нього немає.

### Друге городище
Друге городище розташоване поблизу річки, яка тече з Мельниківець в село Райгород: форма городища у вигляді кола, довжина — 36, ширина — 32 і діаметр — 135 сажень. Площа його засаджена тепер лісом. Оточене городище ровом і валом з усіх сторін, крім північного заходу. Тут немає ні рову, ні валу, і городище захищене з цього боку крутим спуском. Довжина рову — 125, ширина — 3 сажні, валу відповідно — 72 і 5 сажень. Вхід зі сходу. Дане городище досліджувалось в 1967 році. Характерно те, що не було знайдено ніяких культурних залишків.

### Третє городище
Що до третього городища, яке виявилось найбільш показовим, мисового типу без валу. Жителі села пізніше назвуть його «могилою». Городище розташоване на мису з дуже стрімкими схилами, утвореними попередньою спланованою підрізкою. Городище нагадує форму витягнутого ромба, розмірами 80—85 метрів, південно-західний край якого злегка нахилений. Від плато площадка відокремлена підвищеним валом і ровом глибиною 2 і шириною 6 метрів. З трьох боків, унаслідок стрімкості схилів, захисту було непотрібно, а з четвертого боку це було зроблено.
Під час археологічних розкопок, які проводив доцент Вінницького педагогічного інституту Хавлюк Павло Іванович зі студентами в 1967 році, були знайдені 5 срібних сережок і 4 демонетизовані дирхеми, котрі використовувались як підвіски. Три знайдені на «могилі» дирхеми відносяться до часів Самандів і належать Наср-ібн-Ахмаду. Перший з них карбований в Андарабаді в 916—917 рр., другий — в Самарканді в 930—931 рр., третій — в Аш-Шаші в 934—935 рр. Останній же дирхем — підробка саманідського дирхема.
На городищі було знайдено металеві вістря стріл, підвісний сланцевий брусок, металеву пряжку, уламок зубила чи долото, два пряслиця, уламок ножа. На підставі знахідок городище було датоване X століттям.
Поблизу городища було виявлено селища, що простягались до двох кілометрів від нього. Тут в результаті розкопок було знайдено декілька землянок і залізоплавильні печі.
Найбільш вціліла землянка мала прямокутну форму, розмірами 4,3х3,3 метри. Піч, котра була розміщена в одному з кутів, викладена з великих гранітних каменів. Черінь вимощено глиною. Стіни житла були обшиті дубовими колодами у вигляді зрубу, що піднімався на певну висоту над ямою. Долівка ущільнена, біля печі зафіксовано невелику ямку. В житлі знайдено кілька десятків уламків посуду, два кістяних шила та металеву риховку від ручки якогось інструмента. В кількох місцях було виявлено сліди залізоплавильного виробництва у вигляді жужелиці і куп заготовленої залізної руди. Було знайдено залишки трьох печей. Відразу під орним шаром залягала жужелиця або шлак з великим вмістом заліза. Іноді печі було розміщено по декілька штук разом, але найчастіше окремо.
Після розчищення було знайдено розкидані грудки залізної руди, фрагменти кераміки, глиняні прямокутні трубки з круглими отворами для дуття. Біля однієї з таких печей було знайдено відразу дев'ять таких трубок.
Після даної археологічної розвідки 1967 року і дотепер проводиться детальніше дослідження самого городища. Знайдено ще кілька сережок, дирхем, лунниць (прикрас зі срібла), намистин. В розкопаних господарських ямах було знайдено жорна, керамічні вироби, залишки згорілого жита, решти кісток свійських тварин.
Дані археологічних досліджень більш прояснюють життя наших предків, які жили в долинах Південного Бугу. Жителі вирощували зернові культури, при обробці землі користувались залізним знаряддям (отже і залізо виплавляли самі), вміли виготовляти керамічний посуд.
Городище № 3 — було самим раннім і існувало вже в першій половині X століття.
Городища уличів можна розглядати, як феодальні замки, а селища навколо них являли собою систему житлових і господарських будівель залежних селян. Тут знаходились житло і виробничі приміщення гончарів, ковалів, ювелірів.
В умовах постійної загрози нападу кочівників, населення селищ під стінами замків знаходило відповідний захист.
Ці факти демонструють процес виникнення великих населених пунктів і, навіть, міст. Але процес не закінчений унаслідок небезпеки нападу кочівників. Спочатку печеніги, а потім половці спустошували цю територію, знищували го-родища. Та люди мабуть планували повертатись назад, тому закопували скарби (городище № 3). Були випадки повторного заселення. Так, наприклад, на городищі № 3 знайдено два види господарських ям різних періодів. А врешті-решт це корінне населення було витіснено зі своїх місць проживання, або знищено.
Отже дані археологічних досліджень дають нам повнішу картину життя найдавніших людей, які ще в X столітті освоювали землі, на яких пізніше виникло село. Археологічні знахідки докладніше розповідають про спосіб життя та види діяльності поселенців. Захисні споруди розповідають про ті небезпеки, які чатували на них.

### Середні віки
Йшли роки, проходили десятиліття, минали віки. Бачила ця земля і печенігів з половцями, тремтіла під копитами монголо-татарських коней, пам'ятає вона і непроханих гостей з Литовського князівства. Ввібрала земля в себе подих вільного духу козацтва, адже знаходились на території степів безлюдних, які простягнулись від Брацлава на південь. Про козацькі часи нагадують шаблі, знайдені на території села, котрі зараз знаходяться в сільському музеї.
Спочатку незахищеність і небезпека з однієї сторони, багато непридатної для користування землі з іншої, сприяли тому, що територія довго була незаселена.
І лише в кінці XVI — початку XVII ст., у результаті польської колонізації, після Люблінської унії, село було заселено графом Холоневським, який переселив сюди залишки населення з інших сіл, що належали йому. Назва села походить від першого поселенця, котрий був мельником.
Що стосується безпосередньо села Мельниківець, то першим документальним джерелом, у якому вперше згадується назва села, є Акти королівського трибуналу 1622 року. Наступним документом, що підтверджує існування села під такою ж назвою є тарифи подимної податі воєводства Брацлавського за 1629 р. В ній зазначається, що пан Стефан Байбуза з Мельниківець повинен заплатити від дому свого власного 15 грошей, а його брат Константин з Вищої Кропивни та Мельниківець від 174 домів повинен сплатити 87 злотих.
Згадується село в 1654 році під назвою «Мельниковцы» при приведенні до присяги після возз'єднання України з Росією.
Зафіксована назва села при переліку поселень і домів воєводства Брацлавського, по стягненню подимного і млинового податку у 1664 році. Там записано: з Мельниківець — маєтку пана Даманівського, хорунжого черського з домів — 20 пенсі, і млина кам'яного — 1 злотий; загальна сума 31 злотий 15 грошей.
Є дані про те, що землі села давно належали також княгині Гальчинській, яка проживала в Брацлаві. Пізніше вона продала Мельниківці з населенням 120 осіб панові Рудковському за 11 тисяч карбованців. У 1780 році село належало Контським.
За переказами відомо, що на території села діяв Устим Кармелюк, про що свідчила печера з вибитою при вході селянською сорочкою на камені і невідомими знаками. Є навіть припущення, що печера простягалась попід ставок і виходила на кам'яну гору. Такою печера проіснувала до 1959 року і була зруйнована під час вибухових робіт на гранітному кар'єрі.
В центрі села, над ставком, височіє цегляна споруда без вікон, котра серед жителів села прозвана «чортовня». За підрахунками їй налічується більше двохсот років. За легендою: пана мучили сновидіння про чортів. Ворожка сказала, що треба збудувати спеціальну споруду для нечистої сили, що пан і зробив. Як не дивно, але це допомогло. Пізніше це приміщення використовувалось як холодильник, де шматки льоду вирізані взимку зі ставка могли пролежати не танучи цілий рік.

### XIX— XX століття
В 1861 році була проведена державна земельна реформа, котра сприяла розвитку капіталістичних відносин на селі.
Особливістю проведення цієї реформи на Поділлі було те, що тут земельні наділи вже були закріпленні за селянами ще за інвентарними правилами 1847 року. Наслідком було зменшення земельних наділів на 1/3. При реформі цей процес продовжився. Якщо до реформи наділ подільського селянина на 1 ревізьку душу становив 5,5 дес., у 1863 р. — 2,2 дес., у 1880 — 1,8 дес., у 1900 — 1,2 десятини.
Жалюгідні клаптики землі були розкидані серед необмежених панських земель. Земля в основному містилась на непридатному для сільського господарства ґрунті, на шляхах прогону худоби, серед лісу.
В 1866 році дочка Теофіла Рудковського — Камілія, яка вийшла заміж за пана Червінського, одержала у володіння від батька село Мельниківці.
Пізніше пан, віддав землю своєму синові Михайлу-Северину, а той, у свою чергу, поділив її між своїми дітьми: сином Савою та доньою. Донька вийшла заміж за пана Гижицького з Липовця, але незабаром помер, а 200 десятин землі були продані панові Носолевському за 15 тисяч карбованців у 1913 році. Сава продав свою землю також панові Носолевському у 1917 році. З 1900 по 1911 рік частину землі фольварку Мельниківець пан Червінський здавав в оренду товариству Ситковецького цукрового заводу. Про це свідчить карта, де поряд з розподілом земель міститься графік сівозміни на дванадцяти полях з 1900 по 1911 рік включно. Згідно з ним після одинадцяти років землі полів знаходились під паром.
Михайло-Северин Червінський був за походженням польський дворянин. Зберігся план маєтку Червінського зроблений у 1902 році. В розпорядженні пана Червінського було 840 десятин і 915 сажень землі, основна її частина — орна. Велику частину становили лісові масиви.
Пан любив розкішне життя: в маєтку був побудований триповерховий будинок з балконами і ложами. Перед будинком бив фонтан (все це було зруйноване). Тепер на цьому місці збудовано будинок культури. Біля будинку був розбитий розкішний парк (деякі дерева збереглись до наших днів). Збереглась і стара липа під якою за столиком полюбляв відпочити пан. Мав Червінський ставки, де вирощував рибу. Біля другого ставка поблизу панського будинку працював водяний млин, до якого вела викладена з каменю бруківка. Це давало змогу переробляти зернові. Адже згідно з картою сівозміни на панських полях вирощувались в основному зернові: пшениця, ячмінь, овес, жито, просо, сіявся також горох, буряк, конюшина; саджалась картопля.
Був у Червінського і свій винокурний завод, який значився під номером 933. Завод був заснований у 1871 році, мав потужність 8 кінських сил. Все приводилось у рух за допомогою одного парового двигуна. Завод мав 13 штатних працівників. Виробництво спирту-сировини 1 млн. 200 тисяч гекталітрів за рік. В 1900 році заводом керував завідувач двору Іван Петрович Зелінський4, в 1909 році на зміну йому прийшов Йосиф Рахлевич. В 1913 році цей же Йосиф Рахлевич взяв завод в оренду.
Вино було високої якості, оскільки є свідчення, що воно йшло на експорт в Англію. В музеї села Мельниківець збереглися пляшки з написом Мельниківці в вигляді дутих літер.
Вартість випущеної ручної продукції становила 22 тисячі карбованців в довоєнних цінах, а в цінах 26-27 років — 55 тисяч карбованців.
Після революції, коли Червінський втік, селяни ще довго носили вино з панського погребу, розбивали діжки, і витримане роками вино текло у ставок.
Був у пана великий сад, пасіка. Ліс використовувався з необхідною охайністю, вирубка дерев була детально спланована. Про це свідчить план лісу 1893 року, де план його вирубки до 1898 року був не більше 10 десятин 1023 сажні в рік.
Любив пан посидіти над чашею вина, послухати патефон. У музеї навіть збереглась його улюблена платівка.
Пан жорстоко знущався на своїми підданими. За невихід на роботу була встановлена кара — 12 різок. Це викликало обурення селян. Але завжди знаходились люди, котрі могли повідомити панові кому не подобаються встановленні закони. Так управляючим Червінського був покараний пастух Амбросій, який став калікою і був переселений на кам'яну гору де взагалі не було ґрунту. Покоївка пана Червінського, не витримавши знущань, вкрала пістолета і покінчила життя самогубством.
У маєтку Червінського слугами працювали австрійці та поляки.
Під час імперіалістичної війни 1914 року пан набирав собі робочу силу за рахунок військовополонених австрійців тощо.
Основне заняття селян — землеробство. Але були селяни, котрі займались кущовим промислом. Так у селі 3 двори (5 осіб) займались виробництвом кожухів, 12 дворів (65 чоловік) займались ткацьким промислом, 4 двори (4 чоловіка) — чоботарством, 9 чоловік — деревообробним промислом. Загальна кількість дворів з різними промислами становила 37 (82 чоловіки).
Гайсинський повіт був на першому місці в губернії за ткацьким промислом. Далеко відомими були місцеві кушнірі, кравці та столяри.
Відгуки революційних подій 1905—1907 рр. знайшли своє відображення на Поділлі. В тому числі в страйках з метою підвищення заробітної плати, що відбулись в 9 повітах губернії, у тому числі і в Гайсинському.
Про це повідомляв подільський губернатор А. Ейгер в донесенні на ім'я міністра внутрішніх справ Трепова Д. Ф. від 18 червня 1905 року.
Ще в одному таємному донесенні № 4314 він повідомляв і про міри, які було прийнято, а саме: були прислані мирові посередники для переговорів.
У Мельниківцях селяни бунтували за збільшення оплати на буряках. Підбурював селян Волошенюк Олексій Лаврентійович. Також, мали місце підпали хлібів, скирд. Козаки жорстоко розправлялись з бунтарями: до смерті був забитий вище згаданий Волошенюк Олексій.
Новими революційними подіями на Поділлі відзначився 1914 рік. Але розпочалась перша світова війна. Вона принесла трудящим нові страждання, особливо — Поділлю, Подільська губернія була прифронтовою зоною.
З цього часу і до 1917 року заворушення стають все частішими. Цьому сприяло загальне незадоволення війною і активні дії більшовицьких агітаторів.
Сільський вчитель Михайло Парамійчук організував селян на відбір хліба в пана Червінського і роздавали його людям. Насамперед — бідним вдовам. Він же добився розподілу хліба для бідняків. Розподіл проводили обрані громадою Волошенюк Кузьма Лаврентійович та Костельнюк Хтома. Старосту села було вигнано, а комісаром обрано Костельнюка Гаршона Даниловича.
До кінця 1917 року Поділля вже знаходилось під впливом більшовиків.
Влітку 1919 року було конфісковано майно пана Червінського, а він сам втік у село Ситківці, боячись за своє життя, оскільки Перший радянський полк зайняв с. Райгород, а це було зовсім поруч.
До початку XX століття, це був час коли село розросталось. Вже з 1901 року приріст населення села зменшився. Особливо на двох відрізках з 1901 по 1905 рр., та з 1909 по 1918 рр. Це роки найбільших потрясінь, роки першої світової війни.
Середня родина тих часів налічувала 7-10 осіб. За національністю, майже всі українці, православні за віросповіданням. В селі на 1909 рік було лише 29 католиків та 9 євреїв.
Під час організованого радянською владою Голодомору 1932—1933 років померло щонайменше 220 жителів села.

### Церква
Перша церква була дерев'яна на кам'яній основі, збудована у 1740 році. Вона проіснувала до 1870 року.
В 1870 році розпочалось будівництво нового дерев'яного храму в ім'я великомученика Дмитрія на погості старої церкви. Храм був однокупольним і кошти на його будівництво зібрали прихожани. В 1897 році відбулося встановлення ярусного іконостасу вартістю 1750 крб. Загалом будівництво храму обійшлось прихожанам в 14 тисяч карбованців. Церква проіснувала до 1962 року і згоріла з вини служителів. Залишився лише кам'яний мур, котрим було обнесено територію церкви.

## Відомі уродженці
- Мельничук Олег Анатолійович (нар. 1968) — український історик.
- Яровенко Володимир Сергійович (1937) — український діяч, голова правління колгоспу «Україна» села Матейків Барського району Вінницької області. Народний депутат України 2-го скликання.
- Ярошевич Андрій Іванович (1875–1941) — український статистик і фахівець з економічної географії, професор.
- Войцех Рихлевіч (1903–1964) — польський дипломат.